# Los Pilares, San Luis Potosí
Los Pilares är en ort i Mexiko.   Den ligger i kommunen Zaragoza och delstaten San Luis Potosí, i den centrala delen av landet, 300 km nordväst om huvudstaden Mexico City. Los Pilares ligger 1 897 meter över havet och antalet invånare är 210.
Terrängen runt Los Pilares är platt åt nordväst, men åt sydost är den kuperad. Runt Los Pilares är det ganska glesbefolkat, med 22 invånare per kvadratkilometer. Närmaste större samhälle är Santa María del Río, 15,4 km söder om Los Pilares. Omgivningarna runt Los Pilares är i huvudsak ett öppet busklandskap.